# Bakili Bakoe
Bakili Bakoe is een Azerbeidzjaanse voetbalclub uit Bakoe. De club werd in 1995 opgericht en speelt in de Eerste divisie.